# Фегелзен
Фегелзен (њем. Vögelsen) општина је у њемачкој савезној држави Доња Саксонија. Једно је од 43 општинска средишта округа Линебург. Према процјени из 2010. у општини је живјело 2.309 становника. Посједује регионалну шифру (AGS) 3355039.

## Географски и демографски подаци
Фегелзен се налази у савезној држави Доња Саксонија у округу Линебург. Општина се налази на надморској висини од 23 метра. Површина општине износи 8,3 km². У самом мјесту је, према процјени из 2010. године, живјело 2.309 становника. Просјечна густина становништва износи 280 становника/km².